# 인테르포르투 FC
인테르포르투 FC(Interporto Futebol Clube)은 토칸칭스주 포르투 나시오나우를 연고지로 하는 축구 클럽이다.

## 우승
- 캄페오나투 토칸치네시: 1999, 2013, 2014

## 선수 명단

### 역대
틀:캄페오나투 토칸치넨시